# 中厂镇
中厂镇，是中华人民共和国陕西省安康市白河县下辖的一个乡镇级行政单位。

## 行政区划
中厂镇下辖以下地区：
同心社区、宽坪村、迎新村、马安村、大坪村、石梯村、新厂村、顺利村和新营村。